# カルルス山
カルルス山（カルルスやま）とは、北海道有珠郡壮瞥町にある標高1,075.0mの山である。

## 沿革
登別市の最高峰は、通称バケモノ山と呼ばれている1,077m峰である。ここは支笏洞爺国立公園内にあり、人工工作物の設置は環境省の許可なく行ってはいけない。しかし何者かによって無断で山頂にコンクリート製の標柱が設置された。

そのため、環境省や地元営林署の意向を受けた登別山岳会が、2009年（平成21年）に1,077m峰から西側300メートルの壮瞥町内にあり、国立公園の区域から外れている1,075m無名峰をカルルス山と命名し、登山道を開発して、標柱を設置した。現在はオロフレ峠から1,077m峰に向かう登山道は閉鎖され、立ち入ることはできなくなっている。

## 登山道
- メインの登山口はオロフレ峠である。
- カルルス山から来馬岳へ抜ける登山道が開設されている。
- 登別山岳会により、カルルス温泉 - 来馬岳 - カルルス山 - オロフレ峠への登山道整備が行われている。